# Hasuda
Hasuda (蓮田市, Hasuda-shi) est une ville de la préfecture de Saitama, au Japon.

## Géographie

### Situation
Hasuda est située dans l'est de la préfecture de Saitama.

### Municipalités limitrophes
| Okegawa, Kuki | Shiraoka | Shiraoka |
| Ina           | Hasuda   | Shiraoka |
| Ina           | Ageo     | Saitama  |

### Démographie
En mars 2021, la population était de 61 694 habitants, répartis sur une superficie de 27,28 km2.

## Histoire
Le village d'Ayase est créé le 1er avril 1889. Le 1er octobre 1934, il obtient le statut de bourg et est renommé Hasuda. Le 1er octobre 1972, il devient une ville.

## Culture locale et patrimoine
En décembre 2017, on a trouvé sur le site archéologique d'une ancienne résidence de samouraï, deux mètres en dessous du niveau du sol, une grande jarre contenant 260 000 pièces de monnaie. L'ensemble pèse 976 kg. La jarre mesure 74 cm de haut et provient de Tokoname. La pièce la plus ancienne date de 621, la plus récente de 1408.

## Économie
Une usine du groupe Sekisui Chemical Company (ja) est basée à Hasuda. D'un point de vue agricole, la ville produit des poires.

## Transports
Hasuda est desservie par la ligne Utsunomiya de la JR East à la gare de Hasuda.